# Josse (saint)
Pour les articles homonymes, voir Saint-Josse.
Josse a vécu au VIIe siècle, à la fois en Bretagne (où on le connaît aussi sous les noms de Judoc, Judoce, Uzec et Uzeg) et dans le Ponthieu, dans le Nord de la France. Il est reconnu saint par l'Église catholique. Fête : le 13 décembre.
L'anthroponyme Josse est la forme populaire du nom savant d'origine bretonne Jodocus, Judocus (avec une désinence latinisée), Jodoce et Judoce, également latinisé en Judocius, nom tiré de la racine celtique jud- ou iud- signifiant « combattant, chef, seigneur ».
Il existe de nombreuses variantes patronymiques, fondées sur des formes anciennes et régionales du prénom, ainsi que sur de nombreux diminutifs et hypocoristiques, comme : Jos, Joisse, Jousse, Josset (-ot, -on, -in). Forme flamande : Joos. Forme brabançonne : Joost. Forme suisse alémanique: Jost. Diminutif breton : Jossic.
Sa forme anglaise est Joyce, prénom mixte, nom issu de la variante française Joisse (jadis aussi Joysse, Joyce).

## Biographie
Quand Judaël, roi de Domnonée décède, son fils aîné Judicaël lui succède. Mais lorsque ce dernier abdique il cède le trône à son frère cadet Iudoc/Judoc ou Josse, qui y renonce aussi à son tour préférant s'engager dans la vie religieuse. Josse se joint à un groupe de pèlerins en partance pour Rome. Chemin faisant, les pèlerins arrivent sur les rives de l'Authie et sont accueillis par le gouverneur du Ponthieu, le comte Haymon. Celui-ci retient Josse qui devient son chapelain. Toujours à la recherche de l'absolu, et avec la connivence du comte Haymon, Josse s'installe dans un ermitage au bord de l'Authie, puis au bord de la Canche
Enfin, Josse fonde une communauté monastique à la pointe extrême d'un plateau recouvert d'une forêt au pied de laquelle se profilait le rivage. Il réalise alors son projet initial, faire le pèlerinage à Rome.
Après son retour, Josse ne quitte plus ce lieu et finit par se fixer sur une colline dominant la mer, où il aurait construit de ses propres mains deux oratoires dédiés à saint Pierre et à saint Paul. Il y décède vers 669, à l'endroit où sera plus tard édifiée l'abbaye de Saint-Josse-sur-Mer. Sa dépouille est inhumée dans l'oratoire de son ermitage.
Saint Josse est le patron des pèlerins, avec les attributs desquels il est souvent représenté.

## Culte
Josse a donné son nom à la commune de Saint-Josse (ou Saint-Josse-sur-Mer), dans le Pas-de-Calais, dont l'église conserve l'essentiel de ses reliques. Une commune de Belgique porte le même nom (Saint-Josse-ten-Noode), ainsi qu'un hameau à Tortefontaine, dans le Pas-de-Calais, appelé Saint-Josse-au-Bois. La commune de Saint-Judoce dans les Côtes-d'Armor tire également son nom du saint. Les églises paroissiales de Lohuec et d'Yvias lui sont également dédiées.
La vie de saint Josse figure dans le supplément du recueil hagiographique la Légende dorée écrit vers 1260 par Jacques de Voragine, archevêque italien de Gênes. Ce complément a été élaboré par Dom Jean Mabillon (1632-1707), moine érudit à l'abbaye de Saint-Germain-des-Prés à Paris.
La Vita Prima écrite au XIe siècle décrit les différents « miracles » qui se produisirent à chaque étape de sa vie.
- Alors qu'il ne lui reste qu'une miche à partager avec son disciple, un mendiant arrive dans son ermitage, et Josse lui cède tout le pain dont il disposait. Mais ce mendiant était le Christ, et il donne à saint Josse en échange de sa charité quatre grandes barques remplies de vivres.

- Dans un nouvel ermitage, il doit subir pendant quatorze ans les assauts du démon, qui, transformé en aigle, lui vole ses poules, ou encore le mord au pied en prenant l'apparence d'une couleuvre.

- Parcourant un lieu désertique avec le comte Aymon, il voit son compagnon en proie à une soif ardente. Aussitôt, tel Moïse, il plante en terre son bâton et fait jaillir une source abondante mais les chiens de chasse qui les accompagnent sont plus rapides, et boivent la source qui avait jaillit. Saint Josse replante alors son bâton quelques mètres plus loin, d'où jaillit une seconde source.

## Pèlerinages
- Un pèlerinage est organisé tous les ans à Saint-Josse-sur-Mer ; il commence le dimanche de Pentecôte par une neuvaine[8].

- Les marins pêcheurs d'Étaples-sur-Mer, dans le Pas-de-Calais, faisaient également un pèlerinage en famille afin d'implorer la bénédiction du saint au début de la saison du hareng. Les filets étaient bénis.

- Le pèlerinage équestre de la Saint-Josse est le deuxième pèlerinage à cheval le plus important de Bavière.
- Une des 19 communes entourant Bruxelles s'appelle Saint-Josse-ten-Noode (Saint Josse le Nécessiteux par étymologie populaire; mais l'ancien nom "Ten Oede" du lieu-dit[Note 1] semble indiquer une autre origine).
- En Suisse centrale, église de pèlerinage St Jost à Blatten près de Lucerne[9].

## Cantique
Le Cantique à St Josse est une chanson du répertoire populaire de la région de Montreuil, dans le Pas-de-Calais. Elle est chantée lors des processions.

## Représentations
Les trois images ci-dessous illustrent différentes représentations de Saint-Josse 
- L'image pieuse est une lithographie imprimée en 1920 à Bruges par Van de Vyvere-Petyt (Belgique)
- Le vitrail provient de l'église Saint-Pierre de Saint-Josse-sur-Mer. Il représente le saint devant les remparts de Montreuil-sur-Mer et a été réalisé à Lille en 1913 par Dreptin & Depienne
- La statue provient de l'église Saint-Martin de Dannes. Elle est l'œuvre de la Sainterie de Vendeuvre-sur-Barse (Manufacture d'art chrétien fondée par Léon Moynet) et date probablement de la fin du XIXe siècle.
- Le tableau dans l'église Saint-Pierre de Saint-Josse-sur-Mer date du début XXe siècle. Il représente des scènes de la vie de Saint Josse. Il est classé aux monuments historiques au titre d'objet[10].

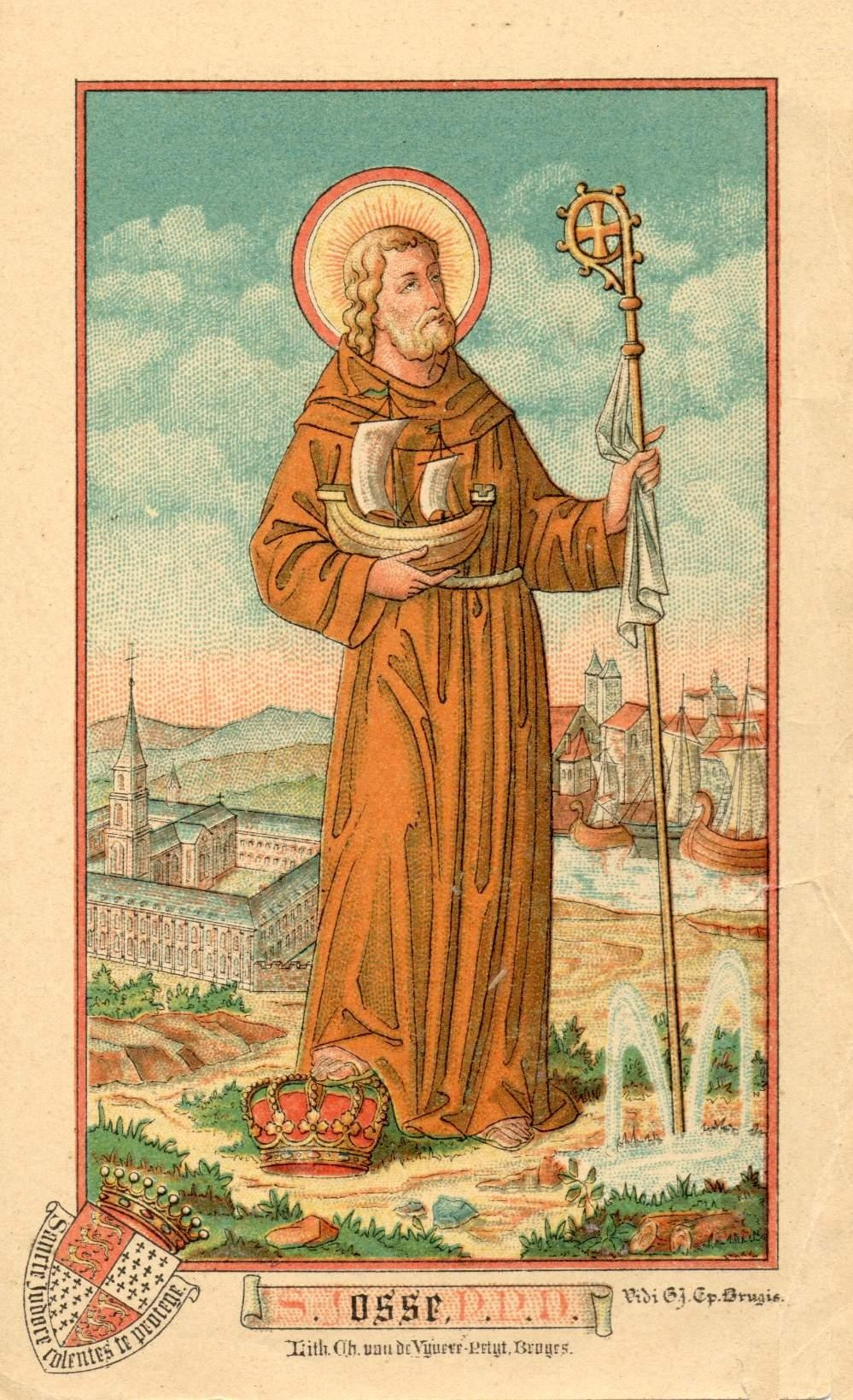
Image de Bruges.
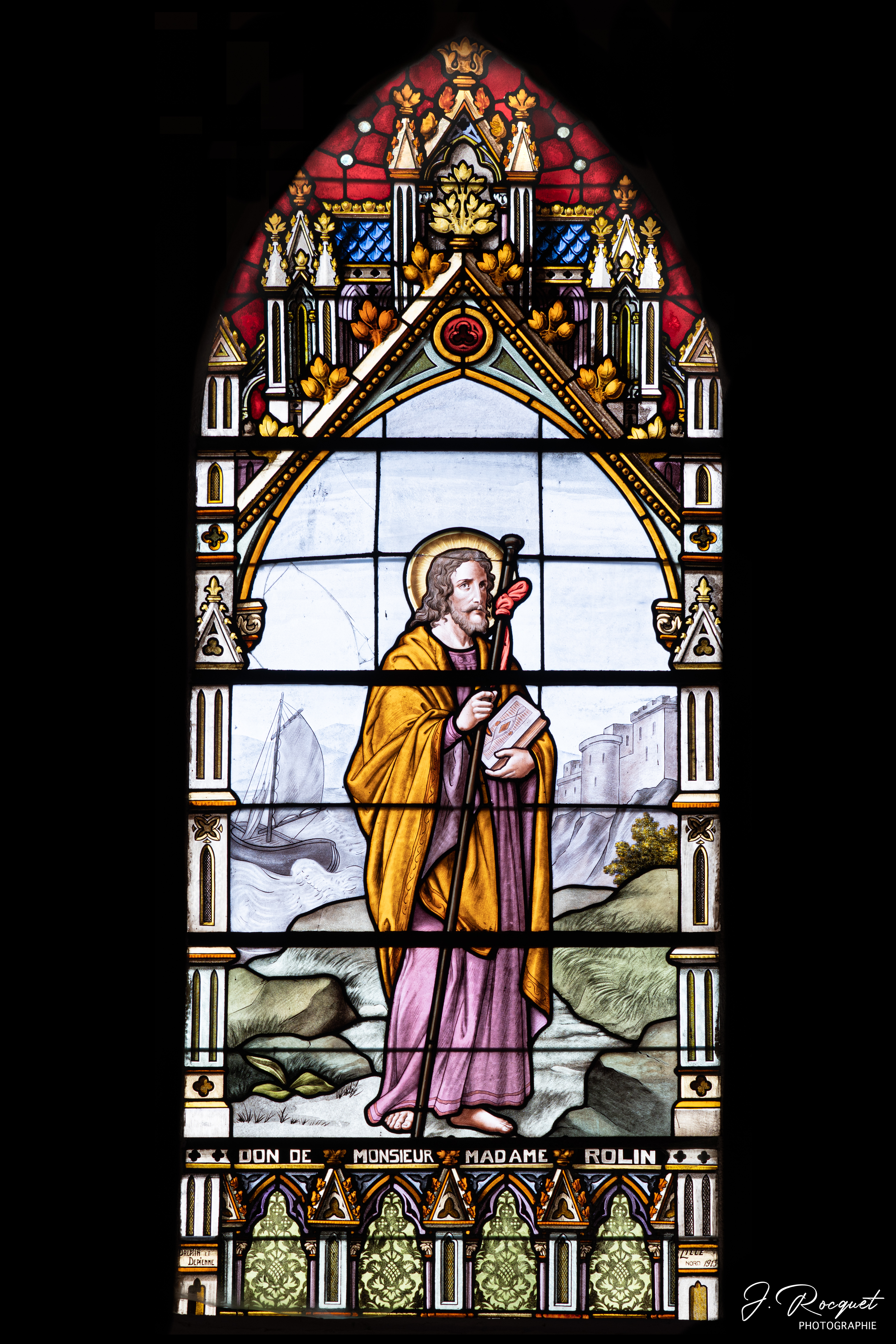
Vitrail à Saint-Josse.
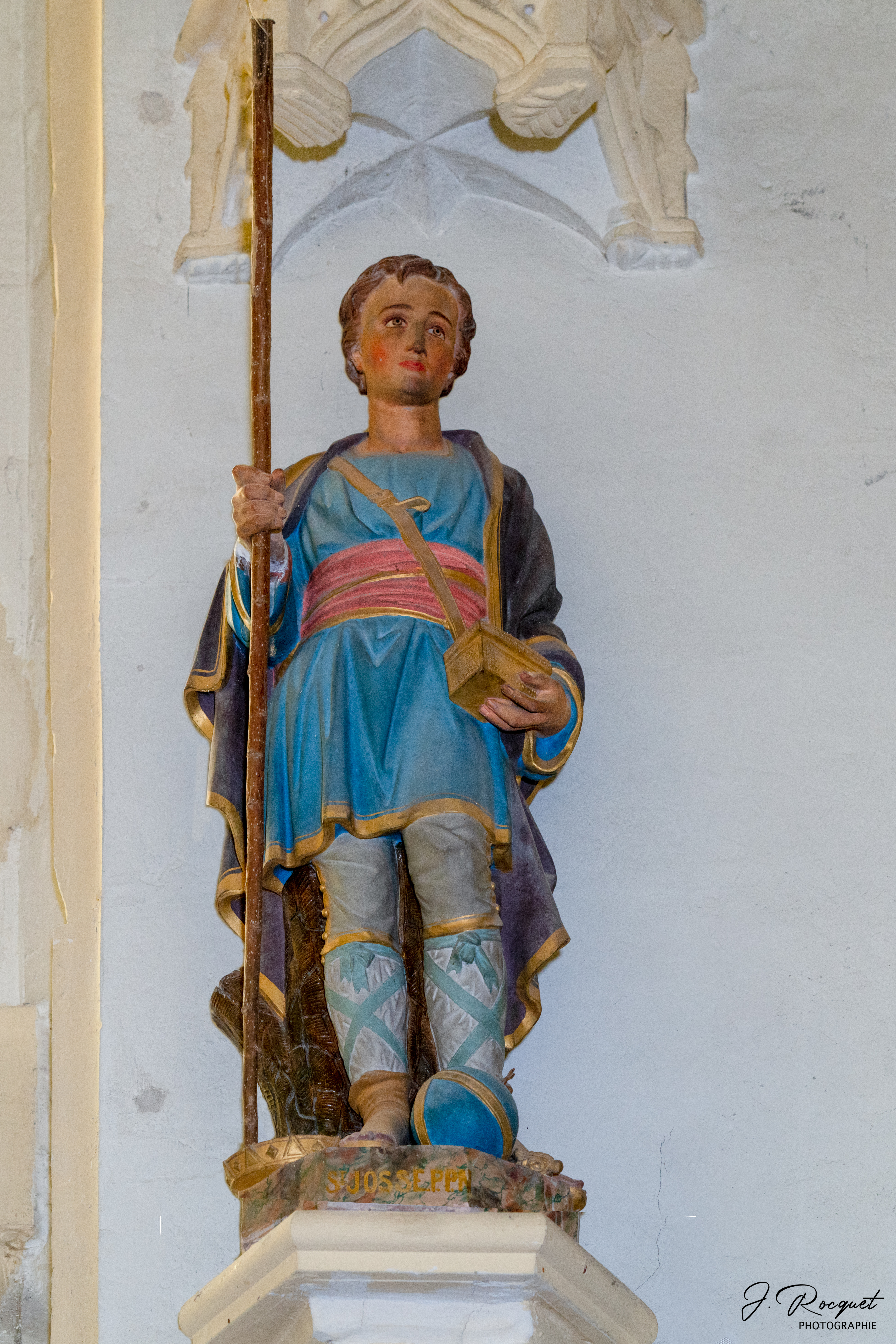
Statue à Dannes.

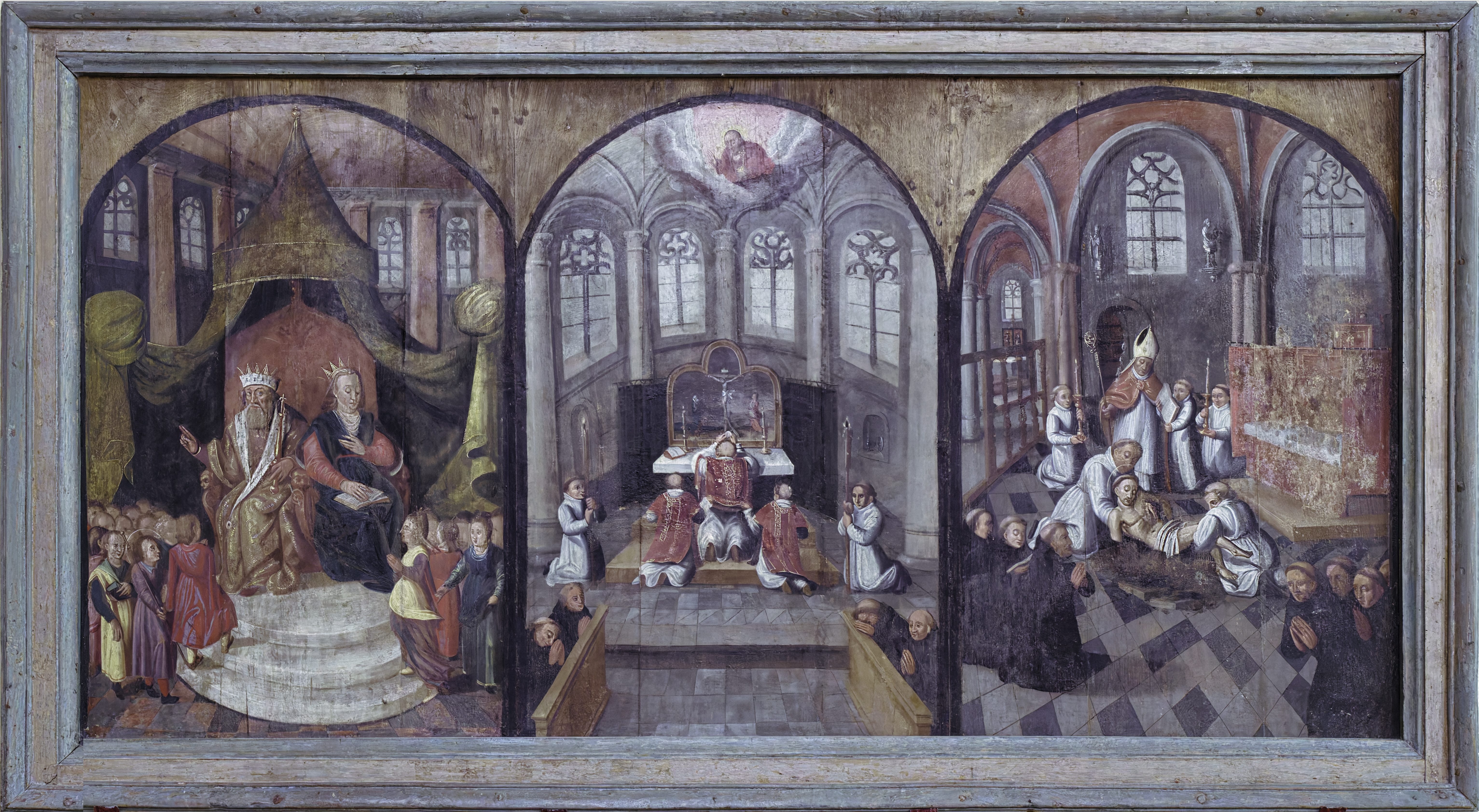
Tableau à Saint-Josse (Pas-de-Calais).